# Jehnický potok
Jehnický potok je potok v Jihomoravském kraji na severu Brna, dlouhý přibližně 2 kilometry. Pramení na okraji městské části Brno-Ořešín a protéká městskou částí Brno-Jehnice, na jejímž západním okraji ústí do Ponávky.

## Průběh toku
Potok pramení u horní části významného krajinného prvku Ořešínská rákosina, která se nachází na jižní hranici katastrálního území městské části Brno-Ořešín, ve výšce přibližně 317 m n. m. Na toku, který prochází Ořešínskou rákosinou, je zbudováno několik mokřadních tůní k rozmnožování obojživelníků a upravené odpočinkové místo. Potok pokračuje jihozápadně při okraji jehnických zahrad. Dále protéká jehnickou návsí (náměstí 3. května) a pod vsí vytváří zaříznuté boční údolí, jímž přitéká do údolí Ponávky. Jehnický potok ústí do Ponávky ve výšce 262 m n. m. v blízkosti bývalé zastávky Jehnice na železniční trati Brno–Tišnov.